# 草山 (嘉義縣)
草山，是臺灣嘉義縣番路鄉的一個傳統地域名稱，位於該鄉東半葉的南半部。相較於今日行政區，其範圍大致包括草山村不含北端及南端，以及大埔鄉和平村北部凸出部分的西北大半部。

## 歷史
台灣日治初期，草山地區為一街庄（舊制街庄），稱為「草山庄」，隸屬於嘉義東堡。該庄北與公田庄為鄰，東與蕃地為鄰，南邊為後大埔庄，西邊為中崙庄、石硦庄。
1901年（日治明治三十四年）11月11日，全台設置二十廳，該庄隸屬於嘉義廳。1904年（明治三十七年）2月15日，該庄編入「白芒埔區」，隸屬於嘉義廳。1909年（明治四十二年）10月25日，全台整併二十廳為十二廳，該庄仍隸屬於嘉義廳。1910年（明治四十三年）1月18日，各區管轄區域調整，該庄改隸屬於嘉義廳的「中埔區」。
1920年（大正九年）3月10日，該庄改隸屬於嘉義廳的「番仔路區」。同年10月1日，全台廢十二廳改設五州二廳，該庄改制為「草山」大字，隸屬於臺南州嘉義郡番路庄（新制街庄）。
戰後番路庄改制為番路鄉，隸屬於臺南縣，大字亦改制為村。1950年（民國39年）10月，雲、嘉、南分治，番路鄉改隸屬於嘉義縣。

## 聚落
本地區發展較早的聚落為番仔藔，在日治期初期的官方地圖上已有記載。此外，本地區尚有草山聚落。

## 交通
省道台3線俗稱「內山公路」，是臺北至屏東的幹道，經過本地區西南部。由該道路（大方向）北行可前往中埔鄉、番路鄉西北部、竹崎鄉、梅山鄉、雲林縣古坑鄉等地；南行可前往大埔鄉、臺南市楠西區、玉井區、南化區等地。
鄉道嘉131線是龍美至草山路口的道路。

## 學校
- 永興國小（已廢校）
- 隙頂國小草山分校（已廢校）